# Metal Blade Records
Metal Blade Records är ett amerikanskt skivbolag, grundat 1981 av Brian Slagel, som ger ut metalskivor. Bolaget har bland annat gett ut alla utkomna album med Cannibal Corpse, Dies Iraes debutalbum och de fyra senaste albumen med As I Lay Dying.

## Historia
Innan Brian Slagel startade Metal Blade jobbade han på dagarna hos Oz Records och på nätterna med sitt eget fanzine, The New Heavy Metal Revue. Brian Slagel var under sin ungdom trött på att se lokala metalband i Los Angeles bli ignorerade av de större skivbolagen, så han frågade ett par vänner bland skivdistributörerna om de var intresserade att sprida en samling av osignerade band om han satte ihop en sådan. Distributörerna svarade positivt på idén och Metal Blade Records bildades. Det var inte så enkelt, eftersom han jobbade sammanlagt 17 timmar om dagen med både Oz Records och Metal Blade, men Slagel satte ändå ihop de band som skulle pryda skivbolagets första skivsläpp, The New Heavy Metal Revue presents Metal Massacre. Metallica,  Ratt och Black 'n' Blue var bara några av de lokala banden som finns med på skivan.
Brian Slagel och Metal Blade Records har haft en stor roll i att utveckla den amerikanska metalscenen. Sedan starten, 1982, har Metal Blade gett ut några av de mest inflytelserika och betydande metal-akterna såsom Slayer, Metallica, Cannibal Corpse, Gwar, Six Feet Under och King Diamond samtidigt som skivbolaget utvecklat nya akter som till exempel As I Lay Dying, The Red Chord och The Black Dahlia Murder.

## Artister
| - 3 (Three) - Aeon - Aeternam - Amon Amarth - Anima - Anterior - Armored Saint - As I Lay Dying - As You Drown - Austrian Death Machine - Autumn - Barn Burner - Believer - Bison B.C - The Black Dahlia Murder - Bolt Thrower - Born From Pain - Brain Drill - Cannibal Corpse - Cataract - Cattle Decapitation - Cellador | - Charred Walls of the Damned - Darkness Dynamite - Desaster - Disillusion - Epicurean - Eryn Non Dae - Evergreen Terrace - Falconer - Fates Warning - Goatwhore - God Dethroned - Hail of Bullets - Hatchet - Hate Eternal - Impious - Istapp - Job for a Cowboy - King of Asgard - Lay Down Rotten - Lazarus A.D - Lizzy Borden - Malefice - Molotov Sloution | - Monstrosity - Neaera - Noctum - One-Way Mirror - Paths of Possession - Powerwolf - Primordial - Psyopus - Ravage - Razor of Occam - The Red Chord - The Rotted - Shai Hulud - Six Feet Under - Soilent Green - System Divide - The Absence - The Ocean - This Ending - Trial - Unearth - Valkyrja - Vomitory - Whitechapel |